# Come un vecchio incensiere all'alba di un villaggio deserto
Come un vecchio incensiere all'alba di un villaggio deserto è il secondo album discografico del cantautore italiano Alan Sorrenti, pubblicato nel 1973 dall'etichetta discografica Harvest Records.

## Descrizione
Il disco prosegue la sperimentazione musicale vicina al rock progressivo inaugurata l'anno precedente con l'album Aria.
Tra i numerosi ospiti appaiono Francis Monkman dei Curved Air al VCS3 e David Jackson dei Van Der Graaf Generator al flauto. Nel disco appare anche un contrabbassista di nome Ron Mathienson (è probabile che si tratti del noto jazzista inglese Ron Mathewson) e Toni Marcus, violinista statunitense.

## Tracce
Testi e musiche di Alan Sorrenti.
Lato A
1. Angelo – 4:34
2. Serenesse – 3:59
3. Una luce si accende – 5:29
4. Oratore – 5:13
5. A te che dormi – 3:52

Lato B
1. Come un vecchio incensiere all'alba di un villaggio deserto – 23:09

## Formazione
- Alan Sorrenti – voce, chitarra acustica, sintetizzatore (traccia 6)
- Tony Esposito – batteria, percussioni
- Francis Monkman – sintetizzatore (tracce 1, 6), pianoforte, chitarra elettrica (traccia 6)
- Mario D'Amora – pianoforte (tracce 1, 3, 4)
- Ron Mathienson – contrabbasso (tracce 1, 2, 4)
- Toni Marcus – violino (tracce 2, 3, 4, 6), viola (tracce 3, 4)
- Victor Bell – violoncello (traccia 4)
- Dave Jackson – flauto (tracce 2, 4)